# 11-й армейский корпус (вермахт)
11-й армейский корпус (нем. XI. Armeekorps), сформирован 26 августа 1939 года (штаб корпуса был создан 6 октября 1936 года).
В январе 1943 года уничтожен в Сталинградском котле, официально расформирован 5 марта 1943 года.
Вновь создан 20 июля 1943 года.

## Боевой путь корпуса

### Первое формирование
В сентябре-октябре 1939 года — участие в Польской кампании.
В мае-июне 1940 года — участие в захвате Бельгии и Франции.
В апреле 1941 года — участие в захвате Югославии.
С 22 июня 1941 года — участие в германо-советской войне, в составе группы армий «Юг». Бои на Украине.
В 1942 году — бои на реках Миус, Дон, затем на Сталинградском направлении, затем в Сталинградском котле.
23 ноября 1942 года дивизия вместе с 6-й армией была окружена под Сталинградом.
По советским разведывательными данным в окружённую группировку противника входил 11-й армейский корпус состоявший из 376-й, 44-й, 384-й пехотных дивизий.
Окружённая под Сталинградом 6-я немецкая армия и оперативно подчинённые ей соединения и части обороняли район протяжённостью почти 60 км с востока на запад и 30–35 км с севера на юг общей площадью около 1400 кв. км. Район был разделён на пять оборонительных секторов. За западный сектор обороны нес ответственность 11-й армейский корпус.
В составе группировки войск 6-й немецкой армии в районе Мариновка, Басаргино, Большая Россошка, на которую был направлен главный удар советской 65-й армии с примыкавшими к его флангам ударных группировок 21-й и 24-й армий с целью её расчленения и последующего уничтожения по частям, имелись соединения, которые испытали удары советских войск ещё во время боев в излучине Дона. Серьёзные потери они также понесли в период подготовки к операции. Эти соединения впоследствии и дали наибольшее количество пленных и перебежчиков: 76, 44, 376, 384-я (последняя из-за больших потерь к началу января 1943 года была расформирована) пехотные и 14-я танковая дивизии.
В январе 1943 года — уничтожен в Сталинграде.

### Второе формирование
С июля 1943 год — бои в районе Харькова, Днепра, Черкасс.
В 1944 году — бои в районе Карпат, в Словакии.
В 1945 — отступление в Силезию.

## Состав корпуса

### Первое формирование
В сентябре 1939:
- 18-я пехотная дивизия
- 19-я пехотная дивизия

В сентябре 1941:
- 125-я пехотная дивизия
- 239-я пехотная дивизия
- 257-я пехотная дивизия

В июне 1942:
- 1-я горнопехотная дивизия
- 1-я румынская пехотная дивизия
- 454-я охранная дивизия

23 ноября 1942 года
- 44-я пехотная дивизия
- 376-я пехотная дивизия
- 384-я пехотная дивизия

### Второе формирование
В июле 1943:
- 106-я пехотная дивизия (командир — генерал-лейтенант Werner Forst) в составе:
  - 239, 240, 241 пехотных полков (Inf.Rgt. 239, 240, 241);
  - 106-го артиллерийского полка (Art.Rgt 106);
  - 106-го разведывательного батальона (Aufkl.Abt. 106);
  - 106-го противотанкового дивизиона (Pz.Jg.Abt. 106);
    - и соответствующих подразделений — сапёрных, связи, медицинских, обеспечения и снабжения.
- 320-я пехотная дивизия (командир — генерал-майор Georg Postel) в составе:
  - 585, 586, 587 пехотных полков (Inf.Rgt. 585, 586, 587);
  - 320-го артиллерийского полка (Art.Rgt 320);
  - 320-го разведывательного батальона (Aufkl.Abt. 320);
  - 320-го противотанкового дивизиона (Pz.Jg.Abt. 320);
    - и соответствующих подразделений — сапёрных, связи, медицинских, обеспечения и снабжения.
- 52-й полк реактивных миномётов (Werf.Rgt. 52):
  - I дивизион полка вооружён 28/32 см тяжёлыми реактивными системами залпового огня 28/32 cm schwere Nebelwerfer 41 (28/32 cm s.W.G 41).
  - II и III дивизионы полка вооружены 15 см реактивными шестиствольными миномётами Nebelwerfer 41 (15 cm Nb.W 41).
- II-й дивизион 1-го полка тяжёлых реактивных миномётов (II./s.Werf.Rgt. 1), вооруженый 28/32 см тяжёлыми реактивными системами залпового огня 28/32 cm schwere Nebelwerfer 41 (28/32 cm s.W.G 41).
- I-й дивизион 77-го артиллерийского полка (I./Art.Rgt. 77), вооружённый 10,5 см лёгкими полевыми гаубицами leFH18 на моторизованной тяге (тягачи RSO) — (10.5 cm leFH mot. RSO).
- II-й дивизион 54-го артиллерийского полка (II./Art.Rgt. 54), вооружённый 10,5 см лёгкими полевыми гаубицами leFH18 на моторизованной тяге (тягачи RSO) — (10.5 cm leFH mot. RSO).
- I-й дивизион 213-го артиллерийского полка (I./Art.Rgt. 213), вооружённый 10,5 см пушками на моторизованной тяге (тягачи RSO) — (10.5 cm Kan mot. RSO).
- 31-й лёгкий дивизион артиллерийских наблюдателей (le.Beobachter-Abt. 31).
- 905-й дивизион самоходных штурмовых орудий (StuG.Abt. 905), имевший в своём составе 23 самоходных штурмовых орудия StuG 40, вооружённых 7.5 см пушкой и 9 самоходных штурмовых гаубиц StuH 42 (вооружены 10,5 см гаубицей).
- 393-я рота штурмовых орудий (StuG.Kp. 393), имевшая в своём составе 12 самоходных штурмовых орудий StuG 40, вооружённых 7.5 см пушкой.
- 18-й сапёрный полк особого назначения (Pi.Rgt. z.b.V. 18).
- 52-й сапёрный батальон (Pi.Btl. 52).
- 923-й сапёрный мостостроительный батальон (Pi.Brück.Bau-Btl. 923).
- Мостостроительные колонны с мостовым оборудованием типа «В» (Brüko mit (B-Gerät)) № 7, 8, 20, 2./60, 102, 297, 2./407, 2./410, 610, 666.
- 151-я мостостроительная колонна с мостовым оборудованием типа «К» (Brüko mit (K. Gerät) 151).
- 41-й мостостроительный батальон (Brück.Bau-Btl. 41).
- 246-й шоссейно-строительный сапёрный батальон (Straßenbau Pi.Btl. 246).
- 4, 7, 48-й зенитные полки (Flak Rgt. 4, 7, 48).

В сентябре 1944:
- 96-я пехотная дивизия
- 168-я пехотная дивизия
- 254-я пехотная дивизия

В марте 1945:
- 344-я пехотная дивизия (боевая группа)
- 371-я пехотная дивизия (боевая группа)
- 97-я лёгкая пехотная дивизия

## Командующие корпусом
- С 26 августа 1939 — генерал артиллерии Эмиль Лееб
- С 1 марта 1940 — генерал пехоты Йоахим фон Корцфляйш
- С 6 октября 1941 — генерал пехоты Ойген Отт
- С 10 декабря 1941 — генерал пехоты Карл Штрекер (31 января 1943 года произведён в генерал-полковники, 2 февраля 1943 года взят в советский плен)

Второе формирование:
- С 20 июля 1943 — генерал танковых войск Эрхард Раус
- С 5 декабря 1943 — генерал артиллерии Вильгельм Штеммерман (убит 18 февраля 1944)
- С 20 марта 1944 — генерал пехоты Рудольф фон Бюнау
- С 6 апреля 1945 — генерал пехоты Фридрих Визе